# Тёмкина, Ирина Михайловна
Ирина Михайловна Тёмкина (род. 6 июля 1931, Иваново-Вознесенск, РСФСР, СССР) — российский экономист, профессор экономики Уральского федерального университета. Заслуженный работник культуры РСФСР и Заслуженный работник высшей школы Российской Федерации.

## Биография
С отличием окончила исторический факультет Уральского университета (1954).
Работая на кафедре политической экономии ассистентом, старшим преподавателем активно участвовала в создании и организации экономического факультета УрГУ (образован в 1960 г.). Поступила в аспирантуру (1960—1963) к В. М. Готлоберу, под руководством которого в 1963 г. защитила кандидатскую диссертацию по теме «Закон спроса и предложения и его использование в коммунистическом строительстве» (по специальности «Политическая экономия»). После присвоения звания доцента занимала должность зав.кафедрой конкретной экономики.
С 1965 по 1967 г. работала заместителем декана по заочному отделению экономического факультета УрГУ.
Впоследствии работала в Высшей партийной школе, Институте повышения квалификации преподавателей общественных наук при Уральском университете (УрГУ). С 1990-х годов вернулась на экономический факультет УрГУ, где работает профессором кафедры организационно-экономических систем.
В течение 40 лет занимается различными вопросами функционирования рыночной экономики с акцентом на ценообразование и налогообложение. Подготовила к успешной защите диссертации несколько десятков кандидатов экономических наук.

## Звания и награды
- Заслуженный работник культуры РСФСР (1984);
- Заслуженный работник высшей школы Российской Федерации (2005).